# Liste des sites Natura 2000 du Gard
Cet article recense les sites Natura 2000 du Gard, en France.

## Statistiques
Le Gard compte en 2016 43 sites classés Natura 2000.
27 bénéficient d'un classement comme site d'intérêt communautaire (SIC), 16 comme zone de protection spéciale (ZPS).

## Liste
| Site                                        | Type | Superficie (ha) | Fiche     | Coordonnées                      | Photo                                                                |
| ------------------------------------------- | ---- | --------------- | --------- | -------------------------------- | -------------------------------------------------------------------- |
| Bancs sableux de l'Espiguette               | SIC  | +08 970,        | FR9102014 | 43° 28′ 17″ nord, 4° 08′ 44″ est |                                                                      |
| Basse Ardèche urgonienne                    | SIC  | +06 865,        | FR8201654 | 44° 20′ 18″ nord, 4° 29′ 13″ est |                                                                      |
| Causse de Blandas                           | SIC  | +07 913,        | FR9101383 | 43° 55′ 06″ nord, 3° 32′ 06″ est |                                                                      |
| Causse de Campestre et Luc                  | SIC  | +03 624,        | FR9101382 | 43° 56′ 32″ nord, 3° 24′ 06″ est |                                                                      |
| Larzac                                      | SIC  | +29 619,        | FR9101385 | 43° 49′ 49″ nord, 3° 24′ 25″ est | Chaos ruiniforme du Rajal del Gorp sur le causse du Larzac (Millau). |
| Causse Noir                                 | SIC  | +06 205,        | FR9101381 | 44° 08′ 02″ nord, 3° 20′ 46″ est |                                                                      |
| Cèze et ses gorges                          | SIC  | +03 557,        | FR9101399 | 44° 15′ 40″ nord, 4° 23′ 22″ est | Gorges de la Cèze (Saint-Privat-de-Champclos).                       |
| Étang et mares de la Capelle                | SIC  | +00315,         | FR9101402 | 44° 02′ 27″ nord, 4° 32′ 25″ est |                                                                      |
| Étang de Mauguio                            | SIC  | +07 020,        | FR9101408 | 43° 35′ 15″ nord, 4° 03′ 50″ est |                                                                      |
| Étang de Valliguières                       | SIC  | +0 0006,61      | FR9101403 | 44° 00′ 42″ nord, 4° 35′ 41″ est |                                                                      |
| Falaises d'Anduze                           | SIC  | +00536,         | FR9101372 | 44° 04′ 22″ nord, 4° 00′ 33″ est |                                                                      |
| Forêt de pins de Salzmann de Bessèges       | SIC  | +00745,         | FR9101366 | 44° 19′ 18″ nord, 4° 06′ 04″ est |                                                                      |
| Forêt de Valbonne                           | SIC  | +05 110,        | FR9101398 | 44° 14′ 07″ nord, 4° 33′ 33″ est |                                                                      |
| Gardon et ses gorges                        | SIC  | +07 024,        | FR9101395 | 43° 56′ 05″ nord, 4° 25′ 27″ est | Le pont Saint Nicolas dans les gorges du Gardon (Sainte-Anastasie).  |
| Gorges de la Dourbie                        | SIC  | +07 087,        | FR7300850 | 44° 03′ 53″ nord, 3° 17′ 15″ est |                                                                      |
| Gorges de la Vis et de la Virenque          | SIC  | +05 513,        | FR9101384 | 43° 53′ 37″ nord, 3° 29′ 58″ est |                                                                      |
| Hautes vallées de la Cèze et du Luech       | SIC  | +13 080,        | FR9101364 | 44° 22′ 31″ nord, 3° 59′ 45″ est |                                                                      |
| Massif de l'Aigoual et du Lingas            | SIC  | +10 593,        | FR9101371 | 44° 06′ 01″ nord, 3° 31′ 54″ est | Panorama depuis l'observatoire du mont Aigoual.                      |
| Mont Lozère                                 | SIC  | +11 687,        | FR9101361 | 44° 26′ 27″ nord, 3° 45′ 37″ est |                                                                      |
| Petit-Rhône                                 | SIC  | +00808,         | FR9101405 | 43° 35′ 08″ nord, 4° 25′ 54″ est |                                                                      |
| Petite Camargue                             | SIC  | +34 559,        | FR9101406 | 43° 36′ 32″ nord, 4° 18′ 28″ est |                                                                      |
| Rhône aval                                  | SIC  | +12 606,        | FR9301590 | 43° 58′ 56″ nord, 4° 49′ 59″ est |                                                                      |
| Valat de Solan                              | SIC  | +00058,09       | FR9102003 | 44° 06′ 44″ nord, 4° 29′ 48″ est |                                                                      |
| Vallée du Galeizon                          | SIC  | +08 655,        | FR9101369 | 44° 10′ 45″ nord, 3° 57′ 29″ est |                                                                      |
| Vallée du Gardon de Mialet                  | SIC  | +23 371,        | FR9101367 | 44° 11′ 44″ nord, 3° 47′ 42″ est |                                                                      |
| Vallée du Gardon de Saint-Jean              | SIC  | +19 060,        | FR9101368 | 44° 06′ 30″ nord, 3° 46′ 09″ est |                                                                      |
| Vidourle                                    | SIC  | +00210,         | FR9101391 | 43° 44′ 28″ nord, 4° 08′ 16″ est |                                                                      |
| Basse Ardèche                               | ZPS  | +06 059,        | FR8210114 | 44° 26′ 07″ nord, 4° 28′ 29″ est | Cirque de la Madeleine dans les gorges de l'Ardèche (Aiguèze).       |
| Camargue Gardoise fluvio-lacustre           | ZPS  | +05 728,        | FR9112001 | 43° 37′ 00″ nord, 4° 19′ 04″ est |                                                                      |
| Camp des Garigues                           | ZPS  | +02 089,        | FR9112031 | 43° 55′ 00″ nord, 4° 20′ 30″ est |                                                                      |
| Causse Noir                                 | ZPS  | +06 116,        | FR9112014 | 44° 08′ 02″ nord, 3° 20′ 46″ est |                                                                      |
| Cévennes                                    | ZPS  | +92 044,        | FR9110033 | 44° 16′ 00″ nord, 3° 41′ 00″ est |                                                                      |
| Costière Nimoise                            | ZPS  | +13 508,        | FR9112015 | 43° 46′ 40″ nord, 4° 22′ 00″ est |                                                                      |
| Côte languedocienne                         | ZPS  | +71 874,        | FR9112035 | 43° 20′ 59″ nord, 3° 38′ 14″ est |                                                                      |
| Étang de Mauguio                            | ZPS  | +07 427,        | FR9112017 | 43° 35′ 15″ nord, 4° 03′ 50″ est |                                                                      |
| Garrigues de Lussan                         | ZPS  | +29 150,        | FR9112033 | 44° 13′ 01″ nord, 4° 20′ 54″ est |                                                                      |
| Gorges de la Dourbie et causses avoisinants | ZPS  | +28 116,        | FR7312007 | 44° 04′ 11″ nord, 3° 16′ 25″ est |                                                                      |
| Gorges du Gardon                            | ZPS  | +07 024,        | FR9110081 | 43° 56′ 00″ nord, 4° 25′ 00″ est |                                                                      |
| Gorges de Rieutord, Fage et Cagnasse        | ZPS  | +12 308,        | FR9112012 | 43° 55′ 50″ nord, 3° 52′ 30″ est |                                                                      |
| Gorges de la Vis et cirque de Navacelles    | ZPS  | +20 321,        | FR9112011 | 43° 55′ 16″ nord, 3° 32′ 00″ est | Cirque de Navacelles vu depuis le causse de Blandas.                 |
| Marais de l'île Vieille et alentour         | ZPS  | +01 463,        | FR9312006 | 44° 13′ 08″ nord, 4° 41′ 24″ est |                                                                      |
| Petite Camargue laguno-marine               | ZPS  | +15 681,        | FR9112013 | 43° 31′ 00″ nord, 4° 15′ 00″ est |                                                                      |